# Alúvium Žitavy
Alúvium Žitavy je přírodní rezervace v katastrálním území města Hurbanovo a obce Martovce v okrese Komárno v Nitranském kraji na Slovensku. Území bylo vyhlášeno v roce 1993 a jeho rozloha je 32,53 hektaru. Předmětem ochrany lužní les s rozmanitými společenstvy rostlin a živočichů, který poskytuje vhodné podmínky pro hnízdění ptáků. Leží v geomorfologickém celku Podunajská rovina a je součástí chráněné krajinné oblasti Dunajské luhy.